# Eucerini
Tribu
Les Eucerini forment une tribu d'abeilles regroupant la plus grande diversité dans la famille des apidés, avec 32 genres répartis dans le monde.
Les espèces de cette tribu vivent en solitaires et sont morphologiquement très proches, c'est pourquoi leur détermination est particulièrement ardue. Leur corps trapu est recouvert de poils et mesure de 8 à 16 mm de long. Les mâles, ont parfois des antennes aussi longues que leur corps, à l'instar d'Eucera longicornis. Souvent, de grands attroupements de mâles en sommeil sont accrochés aux plantes. Les femelles, quant à elles, sont plus solitaires et nichent dans des galeries sous terre.
Ce sont de très bons pollinisateurs d'Orchidées par pseudocopulation, telles qu'Ophrys apifera, Ophrys fuciflora, O. scolopax, O. tenthredinifera et O. bombyliflora.  Certaines Orchidées telles que les Serapias exploitent le comportement social des mâles en leur offrant le gîte durant la nuit et durant les périodes de mauvais temps, ce qui leur permet également une fécondation croisée,.
Les Eucerini d'Amérique du Nord (Melissodes, Peponapis, Svastra, Synhalonia, Tetraloniella et Xenoglossa) sont particulièrement diversifiés. Cela doit être mis en relation avec la grande diversité des Triepeolus de ce continent, des abeilles cleptoparasites des nids des Eucerini.

## Liste des genres
Selon Charles D. Michener:
- Agapanthinus LaBerge, 1957
- Alloscirtetica Holmberg, 1909
- Canephorula Jörgensen, 1909
- Cemolobus Robertson, 1902
- Cubitalia Friese, 1911
- Eucera Scopoli, 1770
- Eucerinoda Michener & Moure, 1957
- Florilegus Robertson, 1900
- Gaesischia Michener, LaBerge & Moure, 1955
- Gaesochira Moure & Michener, 1955
- Hamatothrix Urban, 1989
- Lophothygater Moure & Michener, 1955
- Martinapis Cockerell, 1929
- Melissodes Latreille, 1829
- Melissoptila Holmberg, 1884
- Micronychapis Moure & Michener, 1955
- Notolonia Popov, 1962
- Pachysvastra Moure & Michener, 1955
- Peponapis Robertson, 1902
- Platysvastra Moure, 1967
- Santiago Urban, 1989
- Simanthedon Zavortink, 1975
- Svastra Holmberg, 1884
- Svastrides Michener, LaBerge & Moure, 1955
- Svastrina Moure & Michener, 1955
- Syntrichalonia LaBerge, 1957
- Tetralonia Spinola, 1839
- Tetraloniella Ashmead, 1899
- Thygater Holmberg, 1884
- Trichocerapis Cockerell, 1904
- Xenoglossa Smith, 1854